# 루지
루지(영어: luge 루지[*], 프랑스어: luge 뤼주[*], 독일어: Rennrodeln 렌로델른[*], 문화어: 류쥬)는 발을 전방으로 향하고 얼굴을 하늘로 향한 자세로 타는 1인용 또는 2인용의 소형 썰매이다. 또는, 그 썰매를 타고 기록을 다투는 경주 스포츠를 가리키는 말로도 사용된다. 썰매의 방향은 다리를 구부리거나 어깨를 기울여 무게 중심을 이동하여 조절한다. 썰매의 속도는 최대 시속 140 km 가까이 올라가며, 미국의 토니 벤슈프(Tony Benshoof)가 기록한 시속 139.9km가 기네스북에 등재되어 있다. 일부 선수들은 이보다 더 높은 속도를 기록하기도 했는데, 캐나다의 샘 에드니(Sam Edney)와 독일의 펠릭스 로흐(Felix Loch)팀은 캐나다 휘슬러(Whistler) 경기장에서 150 km 이상의 속도를 기록했던 바 있다.

## 역사
루지는 봅슬레이 및 스켈레톤과 마찬가지로 19세기 중반 스위스 장크트모리츠에서 유행했던 썰매 놀이에서 유래되었다. 이 지역의 호텔 경영자였던 카스파 바드루트는 겨울철 놀이 시설과 숙식을 함께 제공하는 아이디어로 사업에 성공하였다. 이 때, 그의 시설을 이용했던 한 영국인 손님이 짐꾼의 썰매를 놀이에 사용하기 시작한 것이 루지의 시초이다. 스포츠의 한 형태로서 루지를 즐기는 모임이 처음으로 생겨난 것은 1883년 스위스에서였다. 1913년에는 독일 드레스덴에서 국제 썰매 스포츠 연맹(Internationale Schlittensportverband)이 창설되었다. 이 연맹은 1935년 봅슬레이 터보거닝 연맹과 통합될 때까지 루지 종목을 관장했다. 이후 루지가 동계 올림픽에서 스켈레톤을 대체하는 종목으로 결정된 이후, 최초의 세계 루지 선수권 대회가 1955년 노르웨이 오슬로에서 개최되었다.
1957년에 국제 루지 연맹이 창설되었다. 동계 올림픽에 루지 종목이 최초로 채택된 것은 1964년 인스부르크 대회부터이다.

## 방법
루지 썰매는 몸통은 나무로 되어 있으며, 밑바닥의 날은 강철로 되어 있다. 브레이크와 핸들은 없고, 끈을 이용하여 조절한다. 경기장은 봅슬레이 등 타 썰매 경기 종목과 동일한 인공적으로 만들어진 활주 트랙을 사용하나, 썰매에 브레이크가 없으므로 다른 종목과 달리 트랙 종료 지점이 오르막으로 만들어져 있다. 평균 속도를 비교했을 때 루지는 썰매 경기 종목 중에서 가장 속도가 빠르다. 경기 종목은 싱글(1인승), 더블(2인승), 단체, 챌린지컵 등이 있으며, 동계 올림픽에서는 남녀 각 싱글과 남녀 더블, 팀 계주의 네 종목이 치러진다. 더블 종목은 남녀 공동 참여가 가능하나, 남자쪽의 성적이 좋기 때문에 거의 남자만 참여하며 팀 계주는 여자싱글-남자싱글-더블순으로 경기를 펼치며 앞선수의 결승선 패드가 터치되면 다음 주자가 출발하며 마지막 선수가 결승선 패드가 터치되어서 기록이 나온다.

## 경기
이 종목은 전통적으로 독일(옛 동독 포함)이 가장 뛰어난 선수를 많이 배출했으며, 오스트리아와 이탈리아가 그 뒤를 이었다. 동계 올림픽의 메달도 대부분 이 세 나라가 가져갔다. 이탈리아 선수들 중에서도 상위권 선수들은 대부분 독일어를 사용하는 볼차노현(남티롤) 출신으로, 이 종목에서는 독일어권 선수들의 압도적 우세가 계속되고 있다.
대한민국에는 1990년대에 들어와서 보급되기 시작했다. 1989년 대한 루지 경기 연맹이 조직되었고, 국제 루지 연맹에 가입했다. 1992년 봅슬레이를 편입하여 대한 루지 봅슬레이 경기 연맹이 결성되었고, 1998년 동계 올림픽에 루지 선수를 파견했다. 2000년대에 몇몇 시·도 연맹이 창설되었고, 2006년 대한 루지 봅슬레이 스켈레톤 경기 연맹으로 개편되었다가 2008년 대한 봅슬레이 스켈레톤 경기 연맹과 대한 루지 연맹으로 분리되었다.

## 안전 문제
다른 극한 스포츠들과 마찬가지로, 루지 또한 안전 문제에서 자유롭지 못하다. 가장 최근의 안전 사고는 2010년 밴쿠버 동계 올림픽에서 발생한 것으로, 조지아의 루지 선수였던 노다르 쿠마리타슈빌리가 대회 개막 직전 루지 경기장인 휘슬러 슬라이딩 센터에서 연습하던 도중 코너에서 썰매가 전복되면서 사망한 사건이었다. 사고 몇 시간 후, 국제 루지 연맹과 국제 올림픽 위원회는 이 사고가 트랙의 문제에 의한 것이 아닌 썰매 조작 미숙에 의한 사고였다고 결론내렸다. 그러나 발표 내용과는 달리 사고 직후 얼음 장벽을 높이고 속도를 줄이기 위해 트랙 길이를 줄였으며 쇠기둥에 충격 방지 시설을 하는 등 트랙의 안전성을 보완하는 조치를 취했는데, 이로 인해 당시 트랙 자체에 결함이 있었다는 논란이 일어나기도 했다. 이후 국제 루지 연맹은 2014년 동계 올림픽부터는 루지 속도를 지금보다 시속 10~15 km 줄일 수 있는 트랙을 건설하도록 소치 동계 올림픽 조직위원회와 합의했다.
쿠마리타슈빌리는 역대 동계 올림픽 준비 기간 중 사망한 4번째 선수였다. 그 이전의 사고는 1992년 알베르빌 대회의 스피드 스키 선수였던 니콜라스 보샤타이, 그리고 1964년 인스브루크 대회의 루지 선수 카지미어츠 케이스크르치페스키와 스키 선수 로스 밀른이 사망한 사건이었다.

## 같이 보기
- 봅슬레이
- 스켈레톤
- 썰매